# هری سیدلر
 هری سیدلر (انگلیسی: Harry Seidler؛ ۲۵ ژوئن ۱۹۲۳ – ۹ مارس ۲۰۰۶) یک معمار اهل اتریش بود.

## نگارخانه

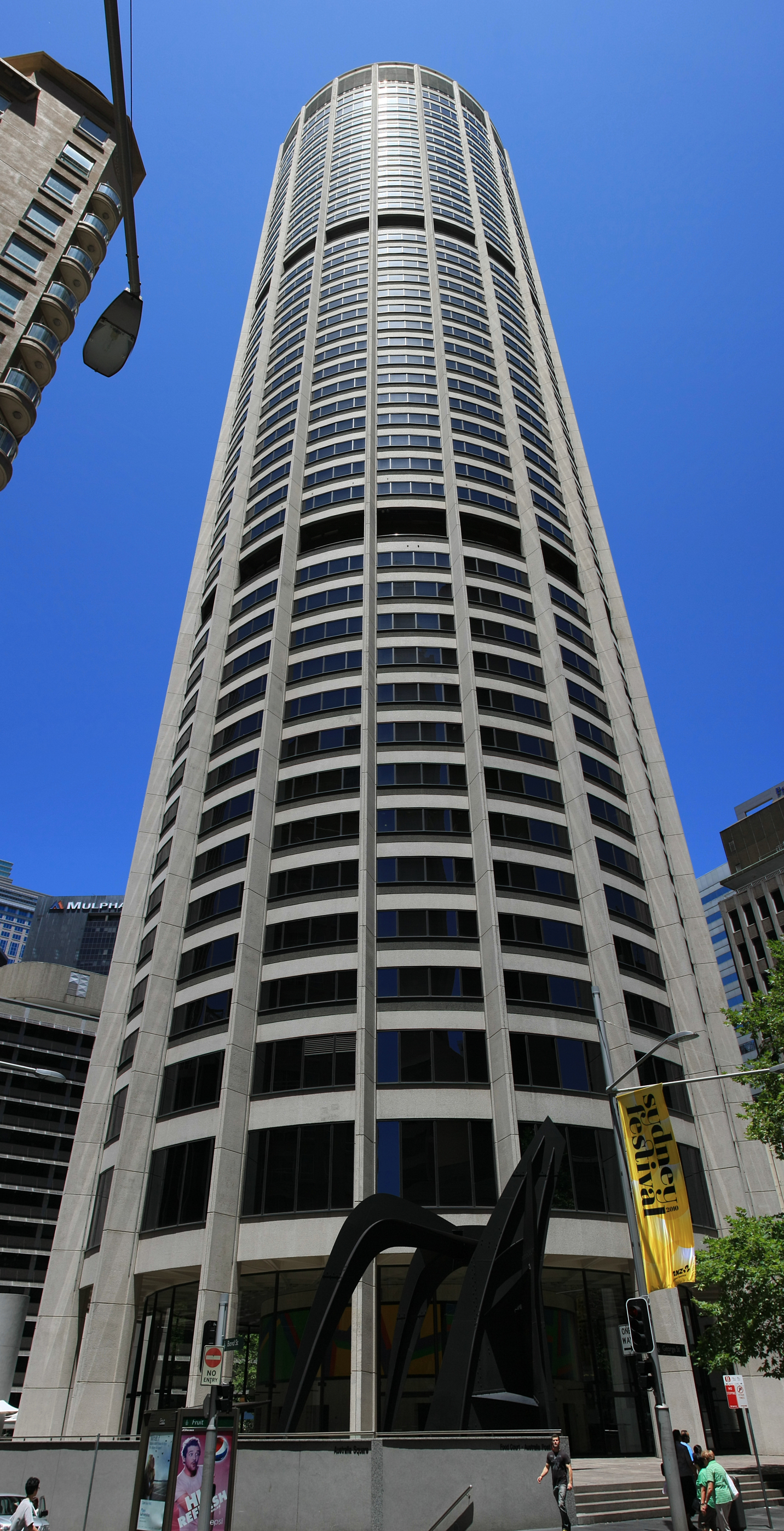
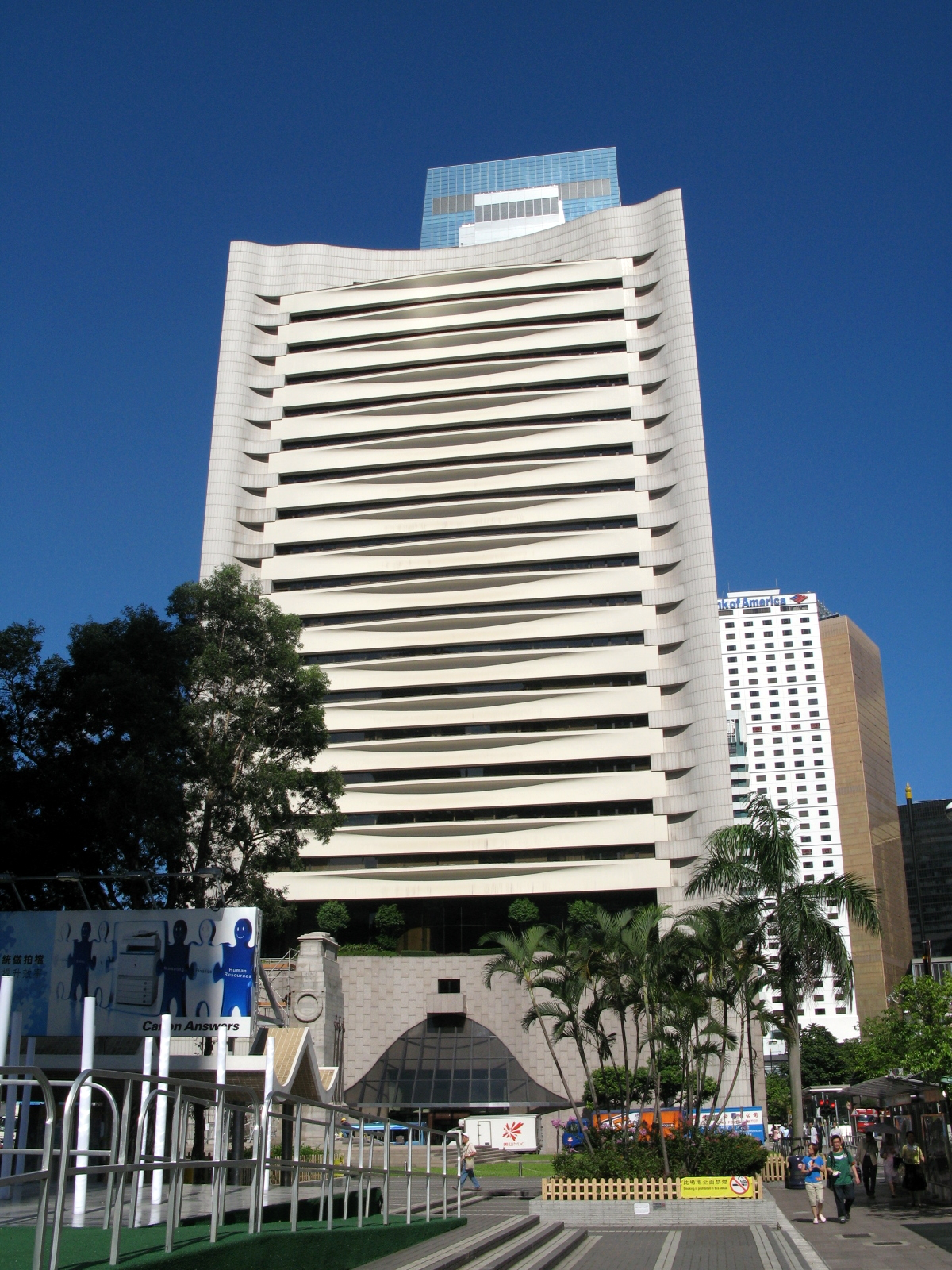
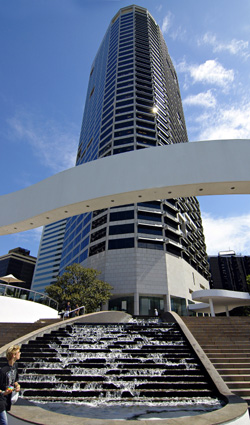
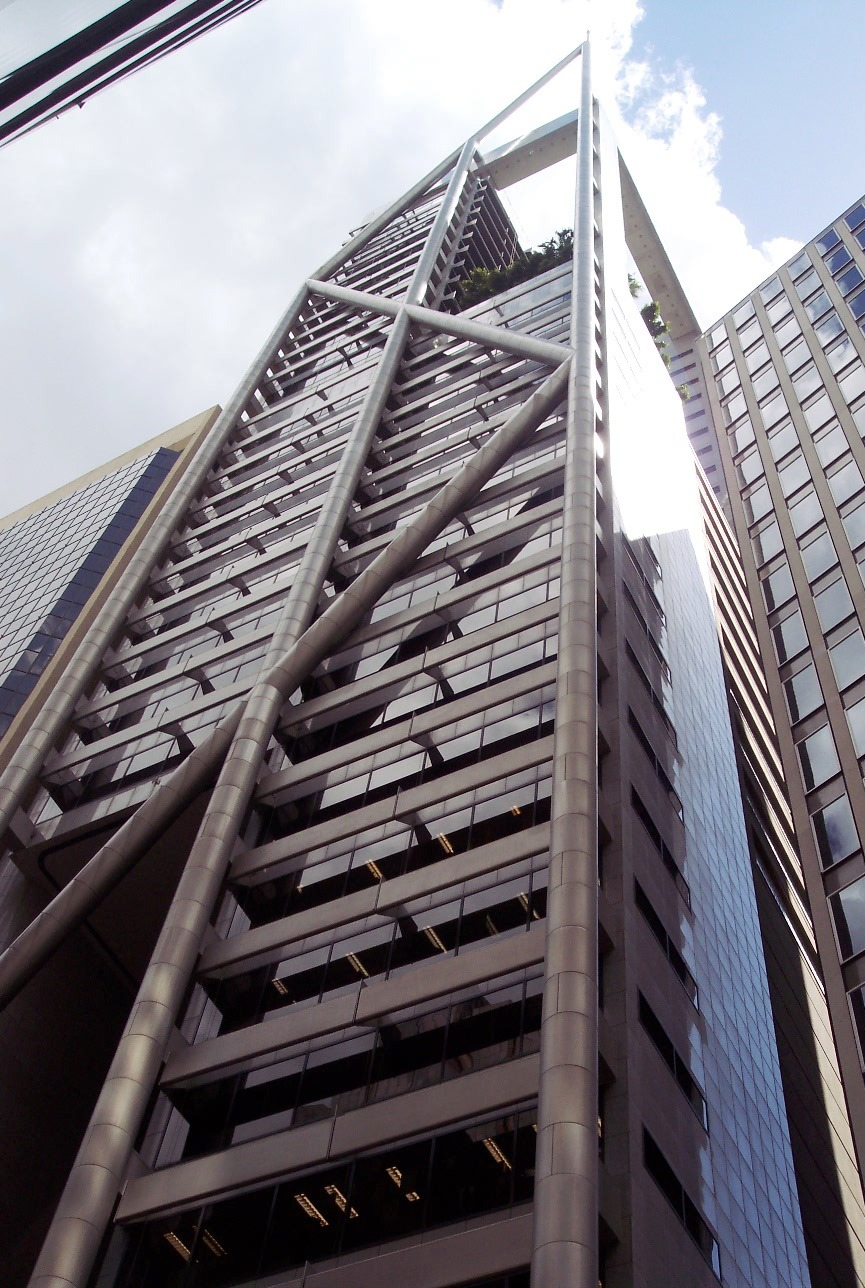
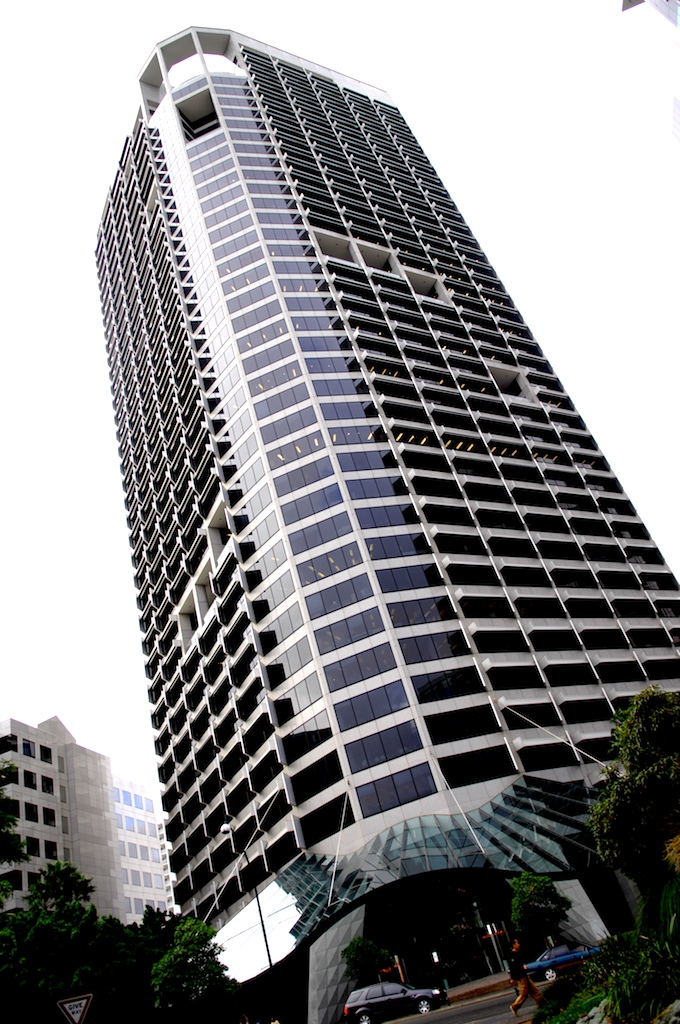
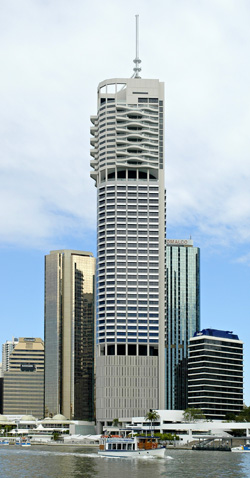
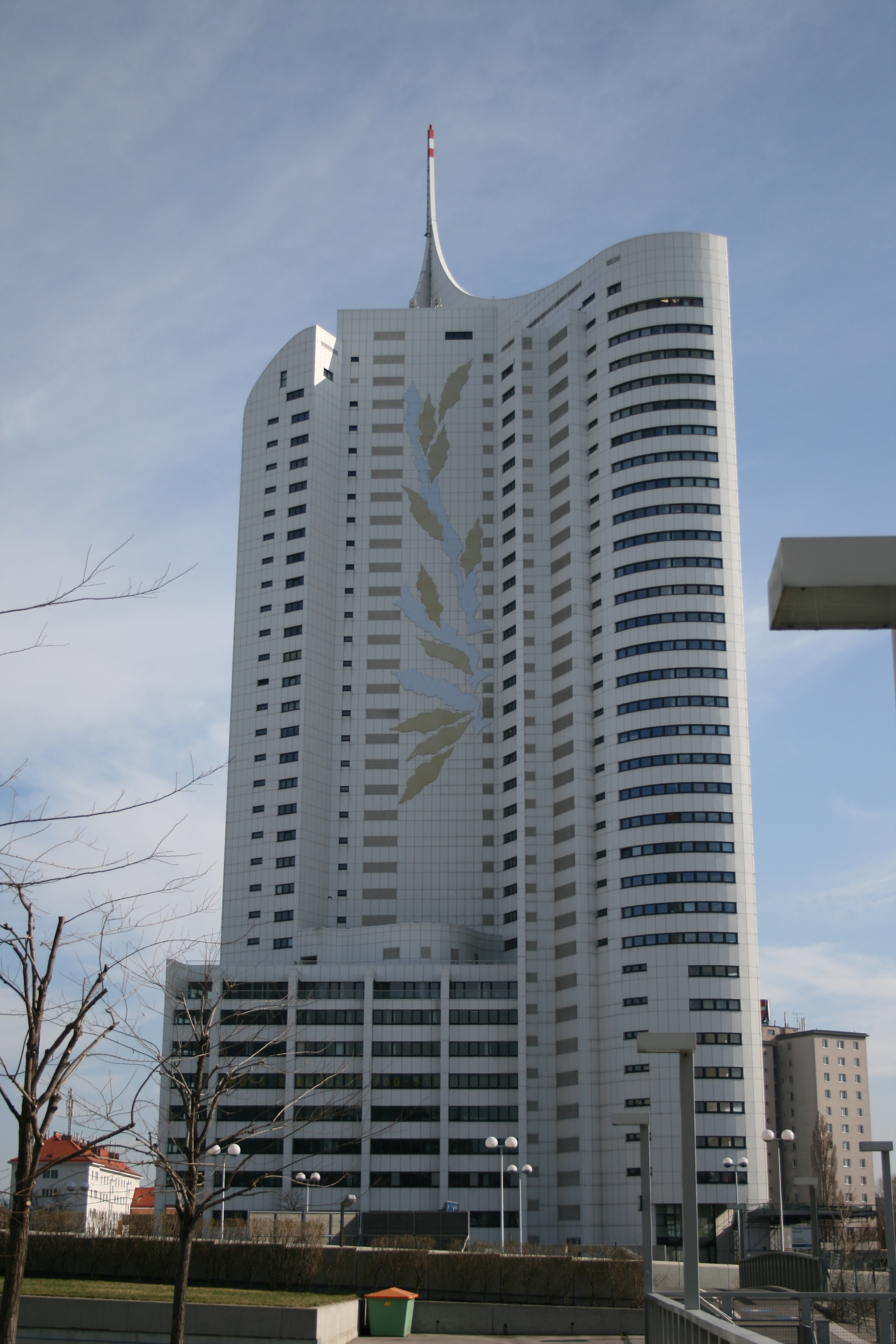
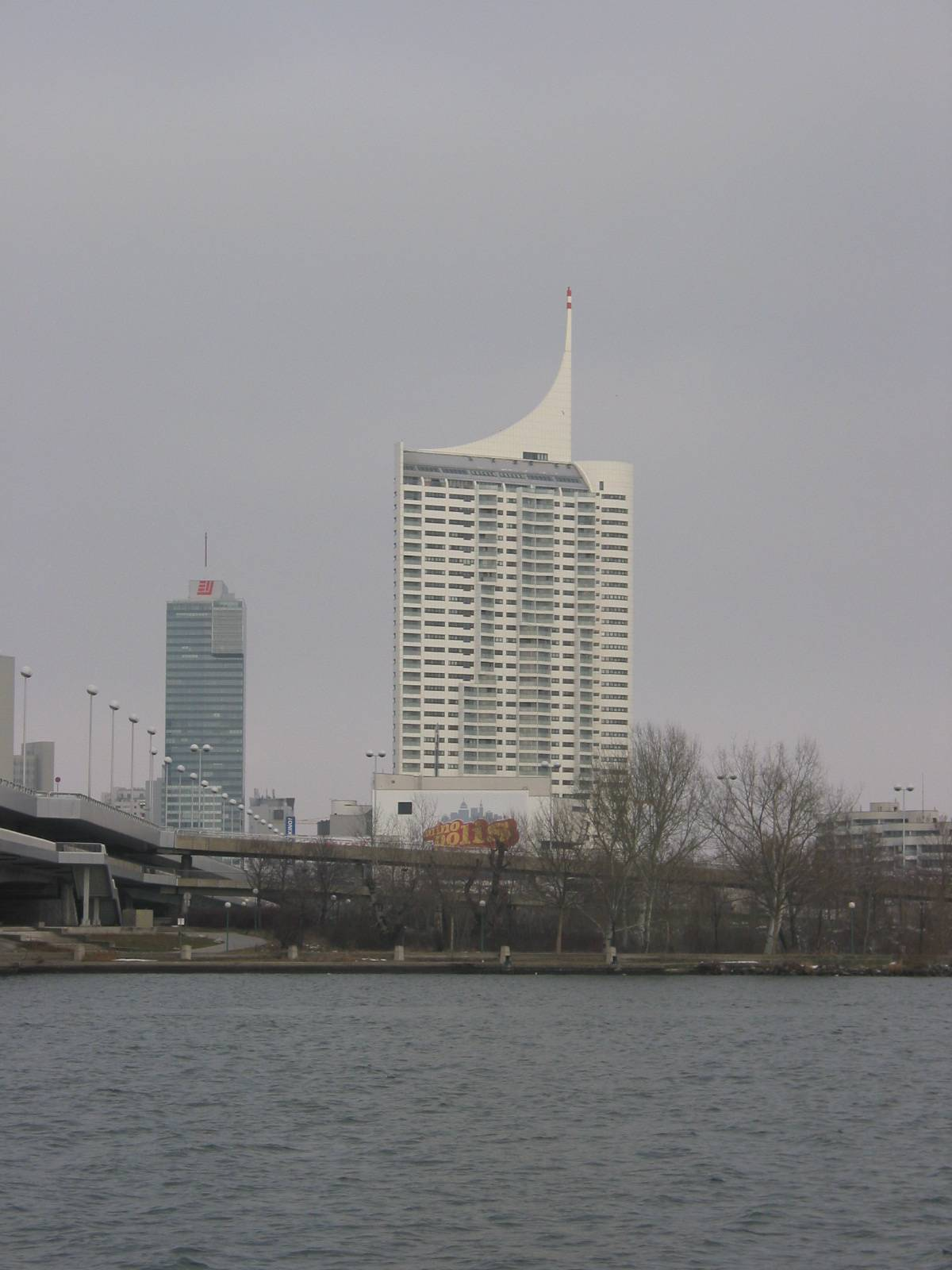